# Линейни кораби тип „Тенеси“
Тенеси (на английски: Tennessee) са серия линейни кораби на САЩ, последващо развитие на типа „Ню Мексико“, имат, по сравнение с прототипа, по-добра противоторпедна защита и увеличен от 15 до 30° максимален ъгъл на възвишение на оръдията на главния калибър. Всичко са построени два кораба от този тип: „Тенеси“ (на английски: USS Tennessee (BB-43)) и „Калифорния“ (на английски: USS California (BB-44)). След нападението над Пърл Харбър и двата кораба са подложени на значителна реконструкция, преминават през Втората световна война и са продадени за скрап скоро след нейния край.

## История на проекта
Линкорът „Тенеси“ и еднотипният му линкор „Калифорния“, носещи много от новостите, внедрени в линкорите от типа „Ню Мексико“, са, освен това, първите „пост-Ютландски“ линкори на американския флот. В резултат на интензивни експерименти и тестове корабите получават мощна защита на подводната част, а също система за управление на огъня на главната и противоминната батареи.
Те са още една стъпка в развитието на американските „стандартни“ линкори. С всеки нов тип в тях се внасят неголеми подобрения в състава и разположението на въоръженията, с малко се увеличава дебелината на бронята на траверсите и палубите. Американската закалена броня, за този тип линкори, е на нивото на най-добрите световни стандарти, превъзхождайки, по болшинството характеристики, броневия материал на болшинството други флотове и чувствително отстъпвайки само на австро-унгарската броня производство на Витковицките заводи.
Оръдията имат отделни люлки на оръдията, също така е увеличено разстояние между осите на оръдията, в резултат на това конструкцията на кулите се получават по-тежки, отколкото на предходния тип. Оръдията на главния калибър на „Тенеси“ имат максимален ъгъл на възвишение 30° по сравнение с 15° при линкорите от типа „Ню Мексико“. Това дава допълнителни 9 км в далечината на изстрела, което позволява с помощта на базираните на линкора аероплани-коректировачи да се осигури ефективна задхоризонтна стрелба. Решаващо е известието за това, че не само в хода на учебните стрелби, но и в хода на обстрели над брега, за съхраняването на оръдията от преждевременно износване, немците и британците използват олекотени заряди и тук големият ъгъл на възвишение играе значителна роля: при начална скорост на снаряда от 640 м/с за стрелба на дистанция 18 300 м е необходим ъгъл на възвишение от 25 – 26°, а за задхоризонтна далечина на стрелбата, при проектирането на корабите, дори и не става дума.
Линкорите от типа „Тенеси“, за разлика от експерименталния „Ню Мексико“, отначало се проектират като турбоелектроходи, което повлича към изменения в разположението на котлите и машини по сравнение с преходния тип. Двата машинни отсека са разположени по диаметралната плоскост, защитавани отстрани от котелните отделения (по четири по всеки борд). Зад машинните отделения следва отделението за електродвигателите, разделено на три отсека: в страничните са разположени гребните електродвигатели за външните валове, в централното – двата електродвигателя, задвижващи вътрешните валове.
Характерната отличителна черта на линкорите от типа „Тенеси“ и трите последващи след тях линкори от типа „Колорадо“ са двете ажурни мачти с масивни постове за управление на стрелбата на топовете им и двойните комини. Заради външната си прилика тези пет кораба се наричат в американския флот „голямата петица“ (на английски: Big Five). Линкорите от по-старите типове имат един комин, а ажурните мачти по време на междувоенните модернизации са заменени с „триноги“ мачти.
Линкорите от типа „Тенеси“ се отнасят към „линкорите от стандартния тип“, които осигуряват на САЩ еднородност на корабния състав, което е изключително важно по време на сражения в линеен строй. Към момента на проектирането им се счита, че тяхната концепция за линеен кораб-дредноут с 21-възлова скорост е остаряла и новопроектираните линкори трябва да имат скорост не по-малка от 23 възела, въпреки всичко, обаче, побеждава стандартът.

## Конструкция
Кулите на главния калибър са значително подобрени в сравнение с „Ню Мексико“: те имат разделни люлки на оръдията, ъгълът на възвишение на оръдията съставлява 30° (снижение –5°).
Това е продукт на американската конструкторска школа, по много неповторим. На линкорите от „Голямата Петица“ ажурните мачти изначално имат различна, по-масивна и здрава конструкция, отколкото на предхождащите ги типове.
Разпределението на бронирането се осъществява по традиционната американска система „raft body“ – широк дебел брониран пояс по водолинията, защитаващ само цитаделата, прикриван от мощна, като него, бронирана палуба. Краищата по бордовете остават незащитени, имайки само бронева палуба на нивото на водолинията. Следващата, превърнала се в характерна за американските линкори особеност, става системата за конструктивна подводна защита. Паралелно на външния борд вървят глухи прегради, които образуват многобройни малки отсеци, запълнени редуващо се с нефт и вода. Последната „фирмена“ разлика се явяват характерните само за тях механизми – турбоелектрически. Парните турбини привеждат в действие генератори, изработващи ток за главните четири електродвигателя, насадени направо на гребните валове.

### Енергетична установка
„Тенеси“ и „Калифорния“ имат по осем котела с налягане на парата 19,05 атм. (280 psi) на нефтено отопление. Двете турбини имат сумарна номинална мощност 28 600 к.с. Турбинните ротори въртят два трифазни генератора с номинална мощност по 12 500 кВт (според други данни 15 000 к.с. [11 200 кВт]), сумарно 25 000 кВт (33 530 к.с.) изработващи ток с напрежение 3400 В. Токът се подава към четирите гребни електродвигателя с номинална мощност по 5000 кВт(със сумарна мощност 26 800 к.с. (електрически) или 26 820 механични конски сили). В руския справочник „Линкорите от Втората световна“ са дадени други цифри: мощност на генераторите по 15 000 кВт всеки, мощност на гребните електродвигатели по 4300 кВт. Благодарение на турбоелектрическата установка тези кораби могат да се завъртат на място, при работа на електромоторите разнопосочно.
На изпитанията, след влизането му в строй, „Tennessee“ развива 21,38 въз. при мощност 29 609 к.с. на валовете, „California“ – 21,46 въз. при мощност 30 908 к.с.
Главните механизми в течение на службата остават практически без изменения: на следремонтните изпитания от 10 май 1943 г. „Тенеси“ (50 дни след докуването) успява да развие 20,6 възела при мощност 32 500 к.с. и водоизместимост 39 500 дълги тона.
Електроенергията от 240 В променлив ток за корабните нужди (осветление, задвижване на вентилаторите, противопожарните помпи, рулевите машини, захранване на прожекторите и приборите за управление на огъня и т.н.) се изработва от шест 300-киловатови турбогенератора.

### Брониране
Плочите на пояса вече са разположени отвън, а не поставяни върху лавица-лента, това е направено за да може при попадение на снаряди да се разтоварят елементите на набора на корпуса и да освободи повече място за противоторпедната защита. Бордовете престават да бъдат гладки: освен изнасянето на бронята и извивката на плочите е направена навън. Моделните изпитания в басейн показват, че за съхраняването на проектната скорост това ще струва 800 допълнителни конски сили.
Поясът има максимална дебелина 343 мм, но, на разстояние 1,978 м от долния ръб, дебелината на плочите започва постепенно да намалява до 203 мм. Бронираните траверси имат дебелина 330 мм отгоре и 203 мм по долния край.
Горния ръб на плочите на пояса са закрепени към главната бронева палуба, която е набрана от два слоя: 70-фунтова (43,6 мм) стомана със специална закалка (STS) върху 70-фунтова (44,4 мм) никелова стомана (NS). Под главната бронепалуба и по цялото ѝ протежение, паралелно на нея, върви противоосколъчна палуба: 24,9 мм STS върху 12,4 мм мека корабостроителна стомана. Според проекта тази палуба се намира над водолинията. Карапасната (черупковидна) бронепалуба, прикриваща рулевите механизми зад кърмовата траверса, има дебелина 158,5 мм: 114 мм STS върху 44,5 мм корабостроителна стомана. Тя се затваря от 203-мм траверса.
Главната разлика, спрямо предходния тип, се заключава в по-мощната противоторпедна защита, която води до отказ от скосове на противоосколъчната бронепалуба.
Противоторпедната защита, в по-голямата част от корпуса, се състои от четири вертикални надлъжни прегради. Първата има дебелина 9,5 мм и върви на 1,3 м от борда, зад нея, на 0,915 м, вървят още две по 16 мм и една 19-милиметрова. Пространството между 1-а, 2-а и 3-а прегради е запълнено с нефт. В района на енергетичната установка преминава допълнителна 9-мм преграда, отстояща от четвъртата на 1,22 м, сумарно 69,5 мм. Максималната дълбочина на защитата достига 5,3 м. Системата е по-лека и ефективна отколкото тази на предходния тип и може да издържи на взрив на 400 фунта тротил.
В източниците има три цифри отнасящи се към масата на защитата.
Общата маса на вертикалното брониране на корпуса и цялата защита на артилерията съставлява при „Тенеси“ 8610,3 д. тона или 25,9% от реалната нормална водоизместимост.
Ако към това се добавят включваните от американците в структурата на корпуса маса на бронята на главната бронева (2464,2 д. тона, от тях 1116,5 STS и 1121,9 NS), долна (595,3 д. тона STS) палуби ще получим общо тегло на бронирането 11 667,8 д. тона (11 855 т) броня или 35% (общото тегло на бронирането за „Байерн“ достига 11 410 т или 40,4% от нормалната водоизместимост).
Ако още се добави масата на подложката (435,7 д. тона) и противоторпедните прегради от 2464,3 д. тона, то ще получим обща маса на защитата от 14 569,8 д. тона или 43,4% от нормалната водоизместимост 33 588,9 д. тона. Ако това се сравнява с „Ню Мексико“ (13 521,2 д. тона или 42%), то е видно известно подобряване. Ако се сравнява само вертикалното брониране, то противоторпедната преграда на „Ню Мексико“, изпълняваща ролята на вътрешен подводен пояс, дебелината на която съставлява 74,7 мм (два слоя STS по 37,3 мм, 1339,6 т), се начисли към раздела вертикално брониране и по тази характеристика „Ню Мексико“ е по-добър.

## Въоръжение
„Тенеси“ получават триоръдейни (с отделни люлки на оръдията) вместо строените кули на „Ню Мексико“. Ъгълът на възвишение на оръдията съставлява 30° (и снижение –5°). Масата на въртящата се част на кулата нараства от 897 до 958 д. тона. Обикновено оръдията се насочват по вертикала заедно, но възможността за разделното им насочване снижава риска за изваждане от строя на всичките оръдия с едно попадение или един осколък. Увеличеното разстояние между оръдията намалява влиянието на снарядите в полета един на друг при едновременен залп. Макар лошата кучност при пълен залп на предходните типове да води до отказ от залпова стрелба и преминаване към стрелба с полузалпове. Оръдията са с постоянно увеличаваща се извивка на нарязката на стволовете – от началната прогресивна с оборот 50 калибра в началото на ствола до 32 при дулния срез към постоянна с оборот 32 калибра и накрая до един оборот на 25 калибра. Това е направено за увеличаване на точността на стрелбата, тъй като първоначално тези оръдия имат малка точност и голямо разхвърляне на залповете. За увеличаване на живучестта на стволовете е олекотен зарядът с 22,7 кг и е намален обемът на зарядната камера.
Противоминната батарея се състои от четиринадесет 5-дюймови (127 мм/51) оръдия, десет вътре в централния каземат, четири по ъглите му на надстройките.

## История на службата
„Тенеси“ получава сериозни повреди, а „Калифорния“ е потопен по време на японското нападение над Пърл Харбър. В последващите години те преминават през съществена реконструкция. Корпусите, за намаляване на газенето, са надстроени с були, надстройките са напълно демонтирани и заменени с нови, противокорабната батарея от десет 127-мм/51 и зенитната от осем 127-мм/25 и четири 76-мм/50 оръдия са заменени с 127-мм/38 универсални оръдия и 20- и 40-мм зенитни автомати. Двойния комин е заменен с единичен, вграден в надстройката, както това е направено при по-новите линкори от типа „Саут Дакота“.
Върху американските концепции за строителството и използването на линейния флот оказват значително влияние идеите на Алфред Махеан за това, че способността да се настигне бягащ противник е второстепенна задача по сравнение със способността да се спечели генералното сражение, към което противника може да бъде принуден чрез нападение над негови жизненоважни обекти. За това характерна особеност на американските линкори е мощното въоръжение и брониране при относително невисока максимална скорост.

## Модернизации
Броневата и противоторпедната защита се смятат за напълно достатъчни, променя се само зенитното въоръжение. През 1922 г. двете кърмови 127-мм оръдия от шалтердека са свалени, а на тяхно място са добавени четири 76-мм зенитки. В хода на ремонтите, в корабостроителницата Пюджет Саунд, в периода 1928 – 29 г., всички 76-мм зенитки на линкорите са заменени с осем 127-мм/25, едновременно с това оръдията 127-мм/51 получават 24,5…25 кг снаряди. Тогава са добавени по осем 12,7-мм картечници.
Към началото на войната в Тихия океан линкорите имат смесени 127-мм и 76-мм зенитни батареи (съответно осем и четири ствола), а също така по осем 12,7-мм картечници.
Макар линкорите напълно да удовлетворяват флота, се появява фактор който прави голямата модернизация необходима – натрупаното претоварване и съпътстващото му намаляване на височината на броневия пояс над водата. Това още повече се влошава от постоянното желание да се излиза в морето със свръхпроектен запас нефт на борда. Така например, през юни 1935 г., водоизместимостта на „Тенеси“ се оказва 38 200 д. т, с 2050 дълги тона повече, отколкото пълната с допълнителен запас гориво. Газенето надхвърля проектното с повече от 1,6 м, а височината на пояса над водата съставя едва 0,74 м. За това следва да се поставят були (даващи запас плаваемост от 2884 т), които биха намалили газенето с 0,43 м.
Но това не е направено в мирното време – всички модернизации са проведени през времето на войната паралелно с отстраняването на повредите.
Зенитното въоръжение нееднократно се променя и към август 1945 г. цялото спомагателно въоръжение е заменено на „Тенеси“ с 8×2 127-мм/38, 10×4 40-мм, 43×1 20-мм, а на „Калифорния“ с 8x2 127-мм/38, 14x4 40-мм, 40x2 20-мм. Планирано е да се заменят котлите и турбините, но главните механизми са оставени без изменения. На корабите само са заменени турбогенераторите (не главните) и е добавен 100-кВт авариен дизелов генератор.

## Представители на проекта
| Название                            | Корабостроителница | Заложен       | Спуснат       | В строй       | Списан        |
| ----------------------------------- | ------------------ | ------------- | ------------- | ------------- | ------------- |
| „Тенеси“ USS Tennessee (BB-43)      | New York Navy Yard | 14.05.1917 г. | 30.04.1919 г. | 03.06.1920 г. | 14.02.1947 г. |
| „Калифорния“ USS California (BB-44) | Mare Island NSY    | 25.10.1916 г. | 20.11.1919 г. | 10.08.1921 г. | 14.02.1947 г. |

## Оценка на проекта
Турбоелектрическата установка има както положителни (по-добро разделение на отсеци и гивкавост при управлението), така и отрицателни страни: голямо тегло и по-малък КПД (0,90 – 0,95 против 0,98 – 0,99), отколкото за турбозъбчатите агрегати (ТЗА), приети в британския флот, а също чувствителност към удари и сътресения, да не говорим за наводняване. Във всеки случай, бойни кораби с турбоелектрическа установка никой, освен САЩ, не строи. На „Тенеси“, при първото му излизане в морето от Ню Йоркската корабостроителница, през декември 1920 г., се чупи един от главните генератори. Ремонтът във фирмата „Уестингхаус“ се проточва по причина, че размерите на палубните люкове не позволяват да се извади огромния генератор и замяната му с нов. С помощта на руля корабите имат тактически диаметър на завой около 640 м, но благодарение на турбоелектрическата установка тези кораби могат да завиват по-остро, ако се дава на единия винт обратно въртене, то диаметърът на циркулация намалява до 558 м. Тези американски линкори, благодарение на значителната им ширина, пълни обводи и щателното разделение на отсеци даже към момента на построяването имат доста солидна противоторпедна защита, като минимум не отстъпваща на традиционно прославените германски системи и превъзхождат всички други чуждестранни аналози. Това са хармонични кораби, в които е достигнат баланс на техническите и тактическите характеристики, максимално отговарящ на американските изисквания към линкорите, съществуващи към момента на тяхното проектиране.
При тях няма явни слаби места, разплата за особено изразено преимущество – свръхвисока скорост, най-тежката броня или уникални свръхмощни оръдия. Освен това отсъстват недостатъците характерни за „Невада“: лошо качество на бронята, слаба маневреност, строените кули, неголямата далечина на стрелбата на главния калибър и заливаемост на противоминната артилерия. Това са пределно функционални, мощни и надеждни бойни машини, способни уверено и ефективно да действат в океана на хиляди мили от базата, с лекота образувайки еднородни съединения и по най-добър начин оптимизирани за линеен бой при добра видимост на максимална дистанция, което се предвижда от политическите положения и военната доктрина на САЩ. Значителна роля за увеличаването на живучестта на корабите изиграва, „слоестата“ система за подводна защита, която предходните „стандартни линкори“ нямат. Следва също така да се обърне внимание не само върху успешната противоторпедна защита, като такова, но и на демонстрираната обща здравина на тяхната конструкция.
| Сравнителни характеристики на капиталните кораби, заложени в периода 1912 – 1917 г. | Сравнителни характеристики на капиталните кораби, заложени в периода 1912 – 1917 г. | Сравнителни характеристики на капиталните кораби, заложени в периода 1912 – 1917 г. | Сравнителни характеристики на капиталните кораби, заложени в периода 1912 – 1917 г. | Сравнителни характеристики на капиталните кораби, заложени в периода 1912 – 1917 г. | Сравнителни характеристики на капиталните кораби, заложени в периода 1912 – 1917 г. | Сравнителни характеристики на капиталните кораби, заложени в периода 1912 – 1917 г. | Сравнителни характеристики на капиталните кораби, заложени в периода 1912 – 1917 г. | Сравнителни характеристики на капиталните кораби, заложени в периода 1912 – 1917 г. | Сравнителни характеристики на капиталните кораби, заложени в периода 1912 – 1917 г. |
| ----------------------------------------------------------------------------------- | ----------------------------------------------------------------------------------- | ----------------------------------------------------------------------------------- | ----------------------------------------------------------------------------------- | ----------------------------------------------------------------------------------- | ----------------------------------------------------------------------------------- | ----------------------------------------------------------------------------------- | ----------------------------------------------------------------------------------- | ----------------------------------------------------------------------------------- | ----------------------------------------------------------------------------------- |
|                                                                                     | „Ринаун“                                                                            | „Худ“                                                                               | „Макензен“                                                                          | „Ерзац Йорк“                                                                        | „Куин Елизабет“                                                                     | „Байерн“                                                                            | „Ню Мексико“                                                                        | „Нагато“                                                                            | „Тенеси“                                                                            |
| Клас                                                                                | линеен крайцер                                                                      | линеен крайцер                                                                      | линеен крайцер                                                                      | линеен крайцер                                                                      | линеен кораб                                                                        | линеен кораб                                                                        | линеен кораб                                                                        | линеен кораб                                                                        | линеен кораб                                                                        |
| Година на залагане                                                                  | 1915                                                                                | 1916                                                                                | 1914                                                                                | 1916                                                                                | 1912                                                                                | 1914                                                                                | 1915                                                                                | 1917                                                                                | 1917                                                                                |
| Година на влизане в строй                                                           | 1916                                                                                | 1920                                                                                | —                                                                                   | —                                                                                   | 1915                                                                                | 1916                                                                                | 1918                                                                                | 1920                                                                                | 1920                                                                                |
| Стойност                                                                            |                                                                                     |                                                                                     | 66 милиона марки                                                                    | 75 млн марки                                                                        |                                                                                     | 49 млн марки                                                                        |                                                                                     |                                                                                     |                                                                                     |
| Водоизместимост, нормална, т                                                        |                                                                                     |                                                                                     | 31 000                                                                              | 33 500                                                                              | 27 885                                                                              | 28 530                                                                              | 32 512                                                                              | 34 273,2                                                                            | 32 817                                                                              |
| Пълна, т                                                                            | 31 266,7                                                                            | 45 832,8                                                                            | 35 300                                                                              | 38 000                                                                              | 31 941                                                                              | 32 200                                                                              | 33 528                                                                              | 39 039                                                                              | 33 721                                                                              |
| Номинална мощност на СУ, к.с.                                                       | 112 000                                                                             | 144 000                                                                             | 90 000                                                                              | 90 000                                                                              | 56 000                                                                              | 35 000                                                                              | 27 500                                                                              | 80 000                                                                              | 28 600                                                                              |
| Скорост, въз.                                                                       | 30                                                                                  | 31                                                                                  | 28                                                                                  | 27,3                                                                                | 23                                                                                  | 22                                                                                  | 21                                                                                  | 26,5                                                                                | 21                                                                                  |
| Далечина на плаване, мили (на скорост, въз.)                                        | 3650 (10)                                                                           | 7500 (14)                                                                           | 8000 (14)                                                                           | 5500 (14)                                                                           | 4500 (10)                                                                           | 5000 (12)                                                                           | 5120 (12)                                                                           | 5500 (16)                                                                           | 8000 (10)                                                                           |
| Брониране, мм                                                                       |                                                                                     |                                                                                     |                                                                                     |                                                                                     |                                                                                     |                                                                                     |                                                                                     |                                                                                     |                                                                                     |
| Пояс                                                                                | 152                                                                                 | 305                                                                                 | 300                                                                                 | 300                                                                                 | 330                                                                                 | 350                                                                                 | 343                                                                                 | 305                                                                                 | 343                                                                                 |
| Кули, чело                                                                          | 280                                                                                 | 380                                                                                 | 300                                                                                 | 300                                                                                 | 330                                                                                 | 350                                                                                 | 457                                                                                 | 356                                                                                 | 457                                                                                 |
| Барбети                                                                             | 179                                                                                 | 305                                                                                 | 300                                                                                 | 300                                                                                 | 254                                                                                 | 350                                                                                 | 330                                                                                 | 305                                                                                 | 330                                                                                 |
| Рубка                                                                               | 254                                                                                 | 280                                                                                 | 350                                                                                 | 300                                                                                 | 280                                                                                 | 350                                                                                 | 406                                                                                 | 370                                                                                 | 406                                                                                 |
| Палуба                                                                              | 75 – 25                                                                             | 100 – 50                                                                            | 100 – 50                                                                            | 100 – 50                                                                            |                                                                                     | 100 – 60                                                                            | 114 — (89+25)                                                                       | 76—(69+50)                                                                          | 114 — (89+25)                                                                       |
| Въоръжение                                                                          |                                                                                     |                                                                                     |                                                                                     |                                                                                     |                                                                                     |                                                                                     |                                                                                     |                                                                                     |                                                                                     |
| Главен калибър                                                                      | 3×2×381 мм/42                                                                       | 4×2×381 мм/42                                                                       | 4×2×350 мм/45                                                                       | 4×2×380 мм/45                                                                       | 4×2×381 мм/42                                                                       | 4×2×380 мм/45                                                                       | 4×3×356 мм/50                                                                       | 4×2×410 мм/45                                                                       | 4×3×356 мм/50                                                                       |
| Спомагателен                                                                        | 17×102 мм/44 2×76 мм                                                                | 12×140 мм/50 4×102 мм/45 4×47 мм                                                    | 12×150 мм/45 8×88 мм/45                                                             | 12×150 мм/45 8×88 мм/45                                                             | 16×152 мм/45 2×76 мм                                                                | 16×150 мм/45 2×88 мм/45                                                             | 14×127 мм/51 4×76,2 мм                                                              | 20×140 мм/50 4×76 мм                                                                | 14×127 мм/51 4×76,2 мм                                                              |
| Торпедно въоръжение                                                                 | 2×533 мм ТА                                                                         | 6×533 мм ТА                                                                         | 5×600 мм ТА                                                                         | 3×600 мм ТА                                                                         | 4×533 мм ТА                                                                         | 5×600 мм ТА                                                                         | 2×533 мм ТА                                                                         | 8×533 мм ТА                                                                         | 2×533 мм ТА                                                                         |

## Коментари
1. ↑  Една електрическа конска сила е равна на 746 Вата
2. ↑  Една механична конска сила= 745,69987 Вата
3. ↑  Различните типове броня имат различна плътност и различни коефициенти за превеждането на тегловите единици в дебелина.
4. ↑  За британските и американските кораби в източниците водоизместимостта е дадена в дълги тонове, за това тук тя е преизчислена в метрични тонове.